# Kőszegi Iván
Kőszegi Iván (János) (?–1308. április 5.) a Héder nemzetség Kőszegi családjából származó magyar főúr, oligarcha, Kőszegi Nagy Henrik fia. A 13. és 14. század fordulóján a Magyar Királyság egyik legbefolyásosabb ura volt. A korábbi történetírói munkák Németújvári Ivánként (németül Ivan von Güssing, horvátul Ivan Gisingovac) is említik. 1281-ben, 1287 és 1288 között, majd 1302-től 1307-ig nádor, 1275-ben, 1284-től 1285-ig és 1290-ben szlavón bán, 1276-ban és 1291-ben pedig tárnokmester volt.
Politikai pályafutását sorozatos lázadások és a királyi hatalom elleni törvénysértések jellemezték. Az úgynevezett oligarchák egyikeként a Nyugat-Dunántúlon önálló tartományt hozott létre, és az 1280-as évektől az uralkodóktól „de facto” függetlenül irányította Győr, Sopron, Moson, Vas és Zala megyéket. Magyarországi lázadásai mellett az Osztrák Hercegséggel is háborúzott. A stájer tartományok elleni rabló és fosztogató portyái miatt az osztrák krónikák „kapzsi farkasnak” titulálták. A feudális anarchia korszakában általában „királycsináló” szerepet játszott. Például háromszor (1278, 1287, 1290) hívta meg a trónra Velencei Andrást a törvényes uralkodó IV. László ellen. Kezdetben trónra lépése után III. Andrást támogatta, de 1292-től a király ellen fordult, és a szintén trónkövetelő Martel Károly salernói herceg híve lett. Az Árpád-ház 1301-es kihalása után az Anjou-házat is elárulta, és Vencel, majd Ottó híveként fontos szerepet játszott a későbbi trónviszályokban.

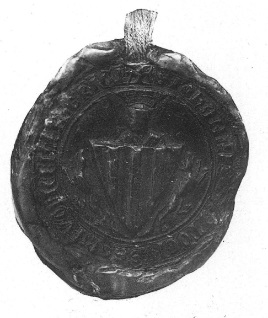
Kőszegi Iván szlavón báni pecsétje 1285-ből

## Családja
Iván (vagy János) az 1240-es években született a Héder nemzetségből származó jómódú és befolyásos Kőszegi családban, a nagyhatalmú Kőszegi Henrik négy fia egyikeként. Testvérei I. Miklós és II. Henrik, akik szintén magas rangra emelkedtek az Árpádok korában, valamint Péter, aki veszprémi püspök volt 1275-től 1289-es meggyilkolásáig.
Ivánnak egy ismeretlen nemesasszonnyal kötött házasságából három gyermek született. Legidősebb fia Gergely volt, aki mielőtt 1297-ben elhunyt kisebb hivatalokat töltött be. Két fia maradt, III. Miklós és András, akik 1308-ban megörökölték Iván vagyonát és hatalmát. Ivánnak volt egy névtelen lánya is, aki feleségül ment egy bizonyos Domonkoshoz, aki apja familiárisa volt. Idős korában, az 1300-as években megszületett Iván kisebbik fia, „Farkas” János, aki a család magyarországi bukása után beilleszkedett az osztrák nemességbe, és a Bernstein (vagy Pernstein) család őse lett. Ivánnak volt egy törvénytelen fia is, Miklós, aki egy házasságon kívüli viszonyból született 1282-ben. Miklós 1308-tól 1336-ig győri püspökként szolgált.

## Élete

### Korai évek
Nevét 1265 márciusában találjuk először a korabeli feljegyzésekben, amikor apja, Henrik és Miklós testvére mellett részt vett az isaszegi csatában. A IV. Béla és fia, István herceg közötti belviszály idején Iván apja, aki a király elkötelezett híve volt, a királyi hadsereget vezette a herceg ellen. István azonban döntő győzelmet aratott apja serege felett, Kőszegi Henriket és két fiát pedig elfogták. A Kőszegieket fogságban tartották, és az isaszegi csata után IV. Béla kénytelen volt elfogadni István hatalmát a királyság keleti részein. 1266. március 23-án apa és fia megerősítették a békét a Nyulak-szigetén Boldogságos Szűz kolostorban, egyúttal Henriket és két fiát, másokkal együtt, kiengedték a fogságból.
V. István 1270 májusában, apja halála után lépett a magyar trónra. Válaszul a király nővére, Anna lefoglalva a királyi kincstárat Csehországba menekült. Több főúr, köztük Kőszegi Henrik, Béla legközelebbi tanácsadója követte és elhagyta Magyarországot, Kőszeget, Borostyánkőt és a nyugati határ más várait pedig II. Ottokárnak adta át. Ezzel egyidejűleg Kőszegi Iván a Zala megyében fekvő két Sztrigó nevű várát is a cseh királynak adta át. Henrik és fiai a következő két évet száműzetésben töltötték Ottokár prágai udvarában.  Távozásuk háborút idézett elő Magyarország és Csehország között, amely egészen az 1271 júliusi pozsonyi egyezmény megkötéséig tartott. Szerződésük szerint V. István megígérte, hogy nem segít Ottokár karintiai ellenfelének, II. Ottokár pedig lemondott magyarországi híveinek várairól. A királyi seregek hamarosan visszafoglalták Kőszeget, Borostyánkőt és Magyarország nyugati határa mentén fekvő más várakat.
Kőszegi Henrik és fiai csak István halála után, 1272 nyarán tértek vissza Csehországból Magyarországra. A trónra István tízéves fia, IV. László lépett. Kiskorúsága idején számos bárói csoportosulás harcolt egymás ellen a legfőbb hatalomért. A visszaérkező Kőszegi Henrik brutálisan meggyilkolta László unokatestvérét, Béla macsói herceget. A kőszegiek szövetségre léptek a Gutkeledekkel és a Geregyékkel, a két fő bárói csoport egyikét alkotva (a másikat a Csák és a Monoszló nemzetség vezette). Iván apja csakhamar kulcsfigurává vált feudális anarchia korai szakaszában. Amikor Henrik kiterjesztette uralmát a királyi tanácsban, Iván 1272 szeptemberétől 1273 márciusáig (rövid megszakítással 1272 novemberében) Zala vármegye ispánjaként szolgált, ahol nagyrészt saját birtokai is voltak. Ebben a minőségében 1273 februárjában Csák Mátéval, Péc Dénessel, Gutkeled Joakimmal és Amadéval részt vett saját kezdeményezésű magyar betörésekben Ottokár területeire Ausztriába és Morvaországba. Iván ezt követően 1273 júniusa és 1274 szeptembere között Sopron vármegye ispánjaként működött. A magyar betörések megtorlásaként Ottokár csapatai 1273 áprilisában betörtek Magyarország határvidékére. Kifosztva a nyugati vármegyéket elfoglalták Győrt és Szombathelyt. A királyi tanács Gutkeled Joakimot és Kőszegi Ivánt küldte vissza Győr várának visszafoglalására. Kőszegi az augusztusi laai csatában is részt vett. II. Ottokár azonban 1273 őszén sikeres megtorló csapást indított, és ismét sok várat foglalt el, köztük Győrt és Sopront. Iván sikeresen védte meg Kapuvárt, majd ezt követően Peresztegen és Lóson harcolt, a rajtaütés taktikájával zaklatva a bevonuló cseh sereget. Sikertelenül próbálta visszafoglalni Sopront a cseh csapatoktól. 
1274. szeptember végén, a fövenyi csata után, amikor Csák Péter legyőzte a Kőszegiek és a Gutkeledek egyesült seregét Iván egy rövid időre elvesztette befolyását. A csatában Kőszegi Henrik életét vesztette, fiainak, Miklósnak és Ivánnak azonban sikerült elmenekülniük a csatatérről, és csapataikat a Magyarország és Ausztria határvidékére vonták vissza. Ezt követően 1274 őszén Csák Péter és az ifjú IV. László hadsereget gyűjtött Kőszegiek ellen. Csapataik bevonultak Nyugat-Magyarországra, kifosztva a testvérek birtokait. Miklós és Iván a szalónaki várban barikádozta el magát. A királyi sereg ostrom alá vette a várat, de a közelgő tél miatt nem sikerült elfoglalnia, így Kőszegi Henrik fiai túlélték a családfő halálát.

### Konfliktusok IV. Lászlóval
Az uralkodó elleni erőszakos fellépések ellenére 1275 tavaszára a kőszegiek visszanyerték befolyásukat. Miklós nádor lett, Ivánt pedig Szlavónia bánjává tették meg, eleinte Gutkeled Miklóssal közösen, később egyedül. Ebben a minőségében Kőszegi a Dráva folyó és a Kapela-hegység közötti területért, Gutkeled pedig az Adriai-tenger partjáért volt felelős. Kőszegi Iván 1275 őszére vesztette el méltóságát, amikor a Csákok visszafoglalták a királyi tanácsi tisztségeket. Ezt követően a Csák bárói csoport hatalmas hadjáratot indított a Kőszegi és Gutkeled uradalmak ellen. Mialatt Csák Ugrin Gutkeled Joakim csapatait támadta Fövenynél, Csák Péter kirabolta és pusztította a veszprémi egyházmegye területét, amelynek élén Iván testvére, Kőszegi Péter püspök állt. Gutkeled Joakim és a Kőszegiek 1276. június 21-én Budán a bárók és nemesek gyűlésén ismét eltávolították ellenfeleiket a hatalomból. Iván a kincstár ura lett, Miklós pedig másodszor emelkedett Magyarország nádorává. Ezen kívül Iván a Nyitra vármegye területén létrehozott bányaispáni tisztséget is megkapta.
Gutkeled Joakim 1277 áprilisában halt meg a Babonicsok elleni harcban. Egy hónappal később az országgyűlés nagykorúnak nyilvánította IV. Lászlót, aki egyúttal felhatalmazást kapott arra, hogy minden lehetséges eszközzel helyreállítsa a belső békét. Ezek az események véget vetettek az országban öt éve tartó zűrzavarnak. A Kőszegiek és a Babonicsok a Dunántúl és Szlavónia határa mentén osztották fel egymás között Gutkeled tartományát. Az 1270-es évek második felében Miklós és Iván időnként átadták a család Varasd megyei birtokait jóval fiatalabb öccsüknek, Henriknek. A két idősebb testvér 1279-es földfelosztása során Kőszeg, Borostyánkő és Sárvár Iván, míg Szentvid és Léka Miklós birtokába került. Ekkortól Kőszegi Iván testvérétől, Miklóstól önálló politikát kezdett folytatni, ami hozzájárult saját oligarchikus tartományának a 13. század végére történő létrejöttéhez. Ezzel egy időben IV. László legyőzte a Kőszegiek szövetségeseit, a Geregyéket, Iván pedig megpróbálta kijátszani a néhai V. István első unokatestvérét, Velencei Andrást László király ellen.
1278-ban az ő meghívására érkezett először a herceg Magyarországra. András Szlavóniát követelte magának, és felvette a „Szlavónia, Dalmácia és Horvátország hercege” címet, Kőszegi pedig csapataival a Balatonig vonult. András herceg Ivánt hercegi udvarának tárnokmesterévé tette. Emellett Kőszegi Iván 1278-tól 1279-ig András jóvoltából Zala vármegye ispánjának a címét is használta. András hatalmi céljai azonban hamar megsemmisültek, amikor László király I. Rudolf német király szövetségéseként 1278. augusztus 26-án a dürnkruti csatában döntő vereséget mért Ottokár cseh király hadaira. A győzelem megerősítette IV. László belpolitikai pozícióit.  András ősszel visszament Velencébe, ezt követően pedig a Kőszegi testvérek 1279 elején, az érkező pápai legátus, Fülöp fermói püspök közvetítésével hűséget fogadtak IV. Lászlónak.
A Kőszegi testvérek távol maradtak IV. László és Fermói Fülöp közötti konfliktustól, amely a magyarországi pogány kunokkal való bánásmód kérdésében merült fel. A pápai legátus érkezését követő kaotikus helyzetet kihasználva Miklós, Iván és Henrik a következő hónapokban különböző időpontokban kifosztották a zágrábi egyházmegye birtokait. Ennek eredményeként Timóteus zágrábi püspök 1281 márciusában kiközösítette őket. A püspöknek a birodalom többi elöljárójához írt levele szerint Kőszegi Iván a kiközösítés során Orbász, Szana, Garics és Gecske ispánságokat birtokolta Szlavóniában és Horvátországban, valamint bitorolta a püspökség gerzencei (Garešnica) uradalmát. Fülöp 1281 őszén Magyarországról való távozását követően IV. László Kőszegi Ivánt korábbi bűnei ellenére Magyarország nádorává nevezte ki. A fiatal király bosszút akart állni azokon a bárókon, akik a pápai legátussal folytatott konfliktusa során elfogták. Mint Szűcs Jenő történész megjegyezte, ez a kinevezés a kiskorú László első öt uralkodási évét jellemző anarchikus kormányváltások megismétlődését jelentette. Kőszegi Iván 1281 közepén aktívan részt vett a lázadó Aba Finta elleni háborúban. Csapatai jelen voltak Gede és Szalánc várainak ostrománál. Ennek ellenére hamarosan leváltották, és 1281 és 1282 fordulóján ismeretlen körülmények között Csák Máté lett a nádor.
Az 1280-as évek elejétől kihasználva azt, hogy 1283-ban vagy 1284-ben a szomszédos Csák nemzetség mindkét hatalmas vezére, II. Máté és Péter meghalt Kőszegi Miklós és Iván kiterjesztették befolyásukat Sopron vármegyére. Iván ezalatt többekkel, így megyében őshonos Osl nemzetség tagjaival is konfliktusba keveredett. 1283 végén IV. László ostrom alá vette Borostyánkőt, amelyet Iván birtokolt. A vár azonban ellenállt, és arra kényszerítette a királyt, hogy 1284 elején szüntesse be az ostromot. A királyi hadjárat során Iván elfogta Osl II. Herbordot, és fogságban tartotta. Ezt követően több dokumentum hivatkozik Ivan erőszakos fellépésére a helyi földbirtokosok, köztük az Osl nemzetség tagjai ellen. Kristó Gyula történész szerint Iván egész Sopron vármegyét joghatósága alá vonta, majd az 1285-re kiépülő tartományához csatolta. A Kőszegiek előrenyomuló csapatai fokozatosan szorították ki a térségből egy másik helyi erős embert, a Győr nembeli Konrádot is, aki egykor hatalmas birtokokkal rendelkezett Moson megyében. Konrád földjei a két leghatalmasabb és legagresszívebb oligarcha tartományának határai közé szorultak. Kőszegi Iván az 1280-as évek közepére egymás után foglalta el Konrád Moson megyei falvait, és adta át familiárisainak és rokonaiknak, a Héderváriaknak, míg a Csákok Pozsony vármegyéből szorították ki. Kőszegi Iván fenyegetéssel és erőszakkal a Ják nemzetség tagjait is rávette, hogy veszteséges szerződésekkel adják át neki örökölt birtokaikat Sopron és Vas vármegyében.
Kudarca után Lászlónak 1284 tavaszán ki kellett békülnie a Kőszegi testvérekkel. Miközben Miklós ismét nádor lett, Ivánt szlavón bánnak nevezte ki. A méltóságot a következő évig tartotta meg. László élete utolsó éveit egyik helyről a másikra bolyongva töltötte, miközben kun alattvalói között tartózkodott. Magyarország központi kormányzata elveszítette hatalmát, mert az ispánok és a bárók az uralkodótól függetlenül irányították a királyságot. Kőszegi Iván, aki Ausztria és Magyarország határvidékén saját külpolitikába kezdett, de facto önálló tartományt hozott létre, ami mindkét országot veszélyeztette. A korabeli osztrák krónikák, az „Annales Sancti Rudperti Salisburgensis” és Gaali Ottokár „Steirische Reimchronik”ja megörökítették Iván 1285-ös súlyos összecsapását I. Albert osztrák herceggel. Ennek során a Kőszegiek csapatai megszállták a szomszédos Habsburg tartományokat és bevonultak Bécsújhelyre, elpusztítva a régiót és kifosztva a Lajta folyó menti településeket. Albert kezdetben tárgyalásos úton próbálta rendezni a konfliktust, ám az osztrák és a stájer határvidék kifosztása Iván részéről „általánossá vált”. Ezért a herceg Ausztriából, Stájerországból és Svábföldről összehívta seregeit, és Hermann von Landenberg tanácsosát bízta meg, hogy seregét Magyarországra vezesse. Az osztrákok Borostyánkőt szándékoztak ostromolni, de Iván segítséget kért három testvérétől, Miklóstól, Pétertől és Henriktől, akik ezer fős hadsereget toboroztak. Landenberg hadseregén eluralkodott a bizonytalanság, mire tétlenségüket kihasználva Kőszegi Iván és csapatai bekerítették az ellenséget, és nyilakkal szétlőtték táborukat. A csetepaté során több osztrák nemest elfogtak. Albert ezután a foglyok szabadon bocsátásáért cserébe szövetséget kötött a Kőszegiekkel. A herceg megígérte, hogy támogatni fogja Kőszegi Ivánnak a Magyar Királyságban tett erőfeszítéseit és ambícióit minden ellenfelével szemben, kivéve az Albert apja, Rudolf által irányított Római Szent Birodalmat. A herceg azt is kihirdette, hogy Ivánt oltalma alá veszi, és alattvalójának tekinti a magyar oligarchát. Válaszul Iván garantálta, hogy szükség esetén erőit Albert rendelkezésére bocsátja.
Lodomér érsek rávette Lászlót, hogy a király és a Kőszegi testvérek közötti megbékélés érdekében 1286 kora nyarán nemesi gyűlést hívjon össze. Ott László egy év türelmi időt biztosított a Kőszegieknek és familiárisaiknak. 1286 szeptemberében a király önpuccsot hajtott végre, kizárva a királyi tanácsból a Kőszegi–Borsa bárói csoport tagjait. A Kőszegiek riválisát, az Aba nemzetséget figyelmen kívül hagyva IV. László saját hűséges katonáit és kisnemeseit nevezte ki a magas tisztségekbe. Ezt követően IV. László 1286 novemberében megindította ötödik, egyben utolsó királyi hadjáratát Kőszegiek területe ellen. A király elfoglalta Kőszeget, de Ivánnak sikerült megszöknie. Testvéreivel a Duna bal partjára költözött, ahol rövid időre elfoglalták a Pozsony várát is. Albert herceg élt a lehetőséggel, és bevonult Magyarországra, ahol 1287 tavaszán serege sikeresen ostromolta és elfoglalta Pozsonyt a Kőszegiektől. Ezzel egy időben Kőszegiek szövetségesei, a Borsa fivérek (Roland és Jakab) megérkeztek a Tiszántúltól. Az egyesült sereg márciusban a Zsitva folyónál legyőzte László seregét. Az újabb kibékülés után Kőszegi Ivánt nevezték ki Magyarország nádorává. E minőségében 1287 júniusában említik először. Ettől az évtől kezdve legalább 1295-ig Sopron vármegye ispánja is volt, de valószínű, hogy haláláig viselte a címet. Kőszegi Iván nádorként 1288 júniusában Szombathelyen három „közgyűlést” (generalis congregatio) hívott össze „Vas vármegye minden más társadalmi helyzetű nemesének és szabad emberének akaratára”. Ez volt az első alkalom, hogy nádor az uralkodó hozzájárulását figyelmen kívül hagyva vármegyét hívott össze. Kristó Gyula azt írja, hogy Iván kifejezetten László engedélye nélkül hívta össze a gyűlést. Ugyanebben az évben Kőszegi Iván elcserélte a szlavóniai Plošćica várát a Gutkeledekkel vas megyei, egervári földjeikre.
Kőszegi Iván és testvérei részt vettek Albert herceg és Rudolf von Hoheneck salzburgi érsek közötti konfliktusban az admonti apátság hovatartozása miatt. Az érsek nehezményezte, hogy alattvalója, Henrik apát Stájerország főkapitányaként lépett a herceg szolgálatába, és kiközösítéssel fenyegette meg azokat a papokat, akik világi tisztséget töltöttek be a hercegi udvarban. Albert válaszul elkobozta az érsekségtől az apátságot és a környező Enns-völgyet. Rudolf 1288 végén gyűjtötte össze seregét. Szövetségre lépett a Kőszegiekkel, és megesküdött, hogy támogatja őket Albert herceg elleni erőfeszítéseikben. A megállapodás értelmében, ahogy a „Steirische Reimchronik” elmondja, Kőszegi Iván 300 katonáját küldte Stájerország megszállására és Regede kifosztására. A krónikák szerint Iván „kapzsi farkasként” (latinul: lupus rapax) kifosztotta a környező városokat és településeket. Támadása hamarosan nagyszabású háborúvá fajult az Ausztria és Magyarország határvidékén. Albert herceg 1289 tavaszán hatalmas hadjáratot (Güssinger Fehde) indított 15 000 fős seregével a kőszegiek és familiárisaik várai és erődítményei ellen. Az osztrákok legalább 30 várat és települést foglaltak el a nyugati határon, köztük Nagymarton, Németújvár, Sopron, Kabold, Szalónak, Rohonc és Óvár várait. Albert később, az év hátralevő részében két további hadjáratot indított a Kőszegiek ellen. Csapatai elfoglalták Kőszeget (október), majd Szentvidet (december) is. Ivánnak csak szeptember 26-án sikerült megvédenie Borostyánkőt. Albert krónikái szerint Kőszegi Iván elrendelte 500 osztrák hadifoglyának megcsonkítását. A Magyar Királyság rovására tett hódítások ellenére IV. László nem avatkozott be a háborúba, és passzívan támogatta Albert herceget.

### III. András idejében
Lodomer beleegyezésével Kőszegi Iván ajánlotta fel a koronát a király távoli rokonának, Velencei Andrásnak, aki tizenkét évi tétlenség után 1290 elején tért vissza Magyarországra. Kőszegi Ivánt szlavón bánrá és Vas vármegye ispánjává nevezte ki. Mielőtt azonban András sikerrel járt volna, Iván helyi ellensége, a Hahót nembeli Arnold elfogta és Albert herceg bécsi udvarába küldte. Közben IV. Lászlót kun alattvalói 1290 júliusában meggyilkolták. Az osztrák fogságból való szabadulása után Lodomer érsek 1290. július 23-án Székesfehérváron királlyá koronázta III. Andrást. Bár Kőszegi Iván és Lodomer közösen hívta meg Andrást a magyar trónra, motivációjuk más volt: Iván azt várta, hogy a kiszámíthatatlan László helyett egy új, irányítható és gyengekezű uralkodó vezesse a királyságot, míg Lodomer és suffragánjai a királyi hatalmat akarták erősíteni, hogy véget vessenek a feudális anarchiának. Az elveszett várak és birtokok visszaszerzésére irányuló rövid távú érdekei miatt Iván kezdetben támogatta András erőfeszítéseit. Szlavón báni méltóságát öccsének, Henriknek adta át. Ivánt 1291 februárjától októberéig tárnokmesterként említették, és emellett a bányaispánságot is igazgatta. Mivel 1290. augusztus 31-én a német I. Rudolf megpróbálta Magyarországot fiának, Albert osztrák hercegnek juttatni, III. Andrásnak ideiglenes érdekközössége is volt a Kőszegiekkel. Elsőként András 1291 áprilisában Óvár várát állította helyre. A két birodalom közötti diplomáciai tárgyalások kudarca után Iván és két testvére 1291 nyarán részt vett a király hadjáratában, amikor a magyar csapatok betörtek Ausztriába arra kényszerítve Albertet, hogy vonja ki helyőrségeit a két évvel korábban elfoglalt várakból és erődökből (köztük Pozsonyból és Sopronból), amelyek közül sokat a Kőszegiek birtokoltak az osztrák hódítás előtt.
A háborút lezáró hainburgi békét 1291. augusztus 26-án írták alá. A békeszerződés előírta az Albert által a Kőszegiektől elfoglalt erődök lerombolását, ami mindkét uralkodó érdeke volt. A Kőszegiek felháborodtak Andrásnak ezen a lépésén. Iván október körül elvesztette kincstári méltóságát és a királyi tanácsban betöltött pozícióját, miközben Miklóst is leváltották a nádori tisztségből. 1291 és 1292 fordulóján Kőszegi Iván találkozott János pápai legátussal, iesi püspökkel. Iván a tárgyalások során kijelentette, hogy csak azt a királyt fogja elismerni, akit a Szentszék támogat, ami egyértelműen András elárulását jelentette. Néhány hónapnyi feszültség után a Kőszegi fivérek 1292 tavaszán nyílt lázadást szítottak András ellen, és Magyarország királyának ismerték el a néhai László király unokaöccsét, Anjou Martel Károlyt, akinek apja II. Károly nápolyi király politikai gesztusként Vas és Sopron megyéket örökre odaadományozta Ivánnak és fiának, Gergelynek. Erre hivatkozva Vas vármegye ispánságát Iván és leszármazottai 1327-ig megszakítás nélkül bitorolták. Ezzel egyidejűleg Martel Károly édesanyja, Mária nápolyi királyné levélben felhatalmazta „szeretett hívét” Ivánt, hogy indítson háborút András „a magyar trón bitorlója és cinkosai” ellen. Míg Miklós a leendő oligarcha, de még mindig udvari lovag, Csák III. Máté ellen harcolt Pozsony megyében, Iván Vas és Zala megyében tevékenykedett. András hűséges híve, a Hahót nembeli Atyusz ostrom alá vette és elfoglalta a buzádszigeti erődöt. A királyi csapatok júliusra leverték a lázadást, de amint azt az „Annales Mellicenses” feljegyezte Kőszegi Iván szlavóniai útja során elfogta és augusztusban egy rövid időre bebörtönözte III. Andrást. Moson várának hozzá hűséges katonáit bízta meg a fogoly őrzésével. András négy hónapon belül kiszabadult, miután hívei rokonaikat túszul küldték Kőszegi Ivánnak (egyikük fogságban halt meg). 
Miután védence, Martel Károly 1295 augusztusában meghalt, Kőszegi Iván külső támogatás nélkül maradt. III. András 1296 februárjában feleségül vette Ágnest, Albert osztrák herceg leányát. Ezt követően apósa támogatásával András 1296 augusztusában újabb háborút indított a Kőszegiek ellen. Míg az osztrák csapatok Iván egyes várait ostromolták, Lodomer érsek kiközösítette a testvéreket. A királyi seregnek októberre csak Kőszeget és két másik várat sikerült elfoglalnia Kőszegi Ivántól. Míg Kőszegi Iván András uralkodásának hátralévő részében lázadó maradt testvére, Miklós az 1296-os lázadás után hűséget fogadott az uralkodónak, így politikai irányultságuk elvált egymástól. Körülbelül ugyanebben az évben a feltörekvő Csák Máté mint az uralkodó legveszélyesebb ellenségeit háttérbe szorította a Kőszegieket. A Kőszegi és Csák család gyarapodó birodalma között a Duna képezte határt. Az 1298-as országgyűlés lezárása után III. András formális szövetségre lépett öt befolyásos báróval, Aba Amadéval, Ákos Istvánnal, Rátót Domonkossal, Balassa Demeterrel és Szécsi Pállal, akik kijelentették, hogy készek őt támogatni őt a „lázadó urak” ellen, amely kifejezés határozottan Csák Mátéra és a Kőszegi testvérekre vonatkozott. Kőszegi Iván továbbra is támogatta az Anjouk trónkövetelését. Megválasztása után Bicskei Gergely Anjou-párti érsek 1299 márciusában felmentette Ivánt és Henriket a kiközösítés alól. Bicskei Kőszegi Iván védelme alatt a Dunántúlon tartózkodott, de még a Dráva folyón túli, Kapronca és Kőrös közötti, Kőszegi Iván tulajdonában volt Szentkereszt várába is beköltözött. Kőszegi Iván ekkorra családjának egyetlen lázadó tagja maradt (Miklós hamarosan meghalt, Henrik pedig részt vett a nemzetgyűlésen, és az egyik közvetítőként tevékenykedett Bicskei és András-párti suffragánjai a között. Kőszegi Iván azon hatalmas urak csoportjába tartozott, akik sürgették II. Károly nápolyi királyt, hogy küldje Magyarországra unokáját, az akkor 12 éves Károly Róbertet, hogy király lehessen.
Az ifjú trónkövetelő 1300 nyarán érkezésével azonban a Kőszegiek és Csák Máté rövid időn belül kibékültek Andrással, ami megakadályozta Károly sikerét. Zsoldos Attila történész azzal érvelt, hogy III. András 1300 nyarán új hűbéri szerződést kötött a bárókkal: Csák Máté és Kőszegi Iván (aki Miklós halála után a család legidősebb tagja volt) „örökös nádor” lett, András pedig elfogadta tartományaik feletti uralmukat, miközben a király két leghatalmasabb híve, Aba Amadé és Ákos István is megkapta ezt a kiváltságot. Rajtuk kívül Zsoldos elmélete szerint még két előző évi társnádor, Rátót Roland és Péc Apor is megkapta a címet ellensúlyként.

### Tevékenysége az interregnum idején
III. András 1301. április 14-én halt meg. Halálával az Árpád-ház kihalt. Kőszegi Iván a hét évig tartó interregnum központi alakja volt, mialatt különböző követelők – Anjou Károly, Csehországi Vencel és Bajor Ottó – harcoltak a magyar trónért. A kialakult kaotikus helyzetet kihasználva Iván együttműködött korábbi riválisával és ellenségével, Hermann von Landenberggel, és elfoglalta a Pannonhalmi apátságot és a környező területeket. Családja törvénytelenül birtokolta az apátságot egészen 1317-es bukásáig. A következő hónapokban Iván az óvári királyi várat is elfoglalta.
A 14. század elején Magyarország mintegy tucatnyi független tartományra tagozódott, és mindegyiket egy-egy hatalmas főúr vagy oligarcha irányította. Közülük Csák Máté Magyarország északnyugati részeit (amelyek ma a mai Szlovákia nyugati területeit alkotják), Aba Amadé az északkeleti területeket, Kőszegi Iván és Henrik a Dunántúlt és Szlavónia északi részeit, Borsa Jakab Tiszántúlt, Kán László pedig Erdélyt kormányozta. Kőszegi Ivánt 1302 februárjától már nádorként említik. A következő években egyszerre hét báró viselte ezt a méltóságot. A történészek többsége, köztük Kristó Gyula és Szűcs Jenő is úgy vélte, hogy ezek a bárók, mint Csák Máté, Aba Amadé, Kőszegi Iván és Ákos István önkényesen tették meg nádorrá magukat, bitorolva a tisztséget, amely annak leértékelődését jelentette. Amint azt azonban Zsoldos Attila kifejti, a trónkövetelők András utolsó döntésének megfelelően kénytelenek voltak elfogadni a status quót. Mint Zsoldos hangsúlyozta, az oligarchák elismerték egymás címeit, és uralkodókhoz hasonlóan a székesegyházi káptalanokat és egyéb intézményeket. Ennek megfelelően Kőszegi Ivánt más hatalmasságok mellett „örökös nádor”nak fogadták el. Igazságszolgáltató szerepét Veszprém vármegye mellett a hozzá tartozó tartományban (Sopron, Vas és Zala vármegye területén) látta el, ahol 1303 júniusában döntőbíróként tűnik fel a veszprémi káptalan és néhány helyi nemes közötti, Csopak tulajdonjogával kapcsolatos perben. Ivánt nádori méltósága mellett 1303-ban Moson és Sopron vármegye ispánjaként is említik.
Közvetlenül András halála után Anjou Károly Esztergomba sietett, ahol szabálytalanul királlyá koronázták. VIII. Bonifác pápa magyar trónjelöltjeként Károly mindig is népszerűtlen volt, mert ahogy azt a Képes krónika elbeszéli, a magyar urak attól tartottak, hogy „elveszítik szabadságukat, ha elfogadják az egyház által kinevezett királyt”. Az 1290-es években képviselt Anjou-párti álláspontja ellenére Kőszegi Iván most már azon főurak közé tartozott, akik a cseh Vencelt támogatták. A „Steirische Reimchronik” elbeszélése szerint, miután Vencel 1301 nyarán Hodonínban találkozott a magyar küldöttséggel, a cseh király követét küldte Kőszegihez, és személyes találkozóra hívta meg. A krónika szerint Kőszegi kapuvári várából indult Csehországba. Ott Vencel maga helyett tizenegy éves, azonos nevű fiát ajánlotta Magyarország trónjára, aki nemcsak IV. Béla ükunokája volt, hanem a néhai III. András lányának, Erzsébetnek a jegyese is. Kőszegi Iván egy éjszakányi gondolkodási időt kapott. Visszatérve szállására 1000 ezüstpénzt, sok arany- és ezüstkincset, valamint skarlátvörös posztót talált ott. Másnap Kőszegi elfogadta a király ajánlatát, utalva a néhai II. Ottokár, Vencel édesapja nagylelkűségére is, aki őt évtizedekkel ezelőtti száműzetése során a Német Lovagrend lovagjává tette. Támogatása mögött azonban Kőszeginek az a fő motivációja rejlett, hogy megvédje tartományát a Habsburgokkal szemben. Vencel ellenfele Anjou Károly ugyanis Albert osztrák herceg unokaöccse volt, aki anyai rokonaival szándékozott szövetségre lépni.
Iván és Henrik is azon magyar urak között volt, akik Brünnbe mentek, hogy üdvözöljék a fiatal Vencelt, aki apja seregével érkezett Magyarországra. Miközben Buda Vencel kezére került, Esztergom várát Kőszegi Iván foglalta el, kiűzve onnan Anjou-pártiakat, köztük egykori szövetségesét, Bicskei Gergely érseket. Ezt követően jelentős pénzösszeg fejében átadta a várat a cseh királyi zsoldosoknak. Vencelt a Hontpázmány nembeli János kalocsai érsek 1301. augusztus 27-én a Szent Koronával királlyá koronázta. A szertartáson Iván is részt vett.  Anjou Károly Vencel megkoronázása után a királyság déli vidékeire, Csák Ugrin birtokaira vonult vissza. Károly és hadvezére, Csák István 1302 szeptemberében ostrom alá vette Budát, Vencel fővárosát, de az érkező Kőszegi Iván felmentette a várat. Annak ellenére, hogy Bonifác pápa 1303. május 31-én Károlyt Magyarország törvényes királyává nyilvánította, Iván továbbra is Vencel-párti maradt. Sok főúr azonban, köztük Ákos István és a Rátótiaknak a hír hallatán elhagyta Vencelt, és a következő hónapokban hűséget fogadott riválisának. Kádár Tamás történész azzal érvel, hogy Csák Máté, aki ugyanebben az időszakban szintén elhagyta Vencelt, de Károlyt sem támogatta. Ez abból adódott, feszültség támadt közte és Kőszegi Iván között Komárom vármegye hovatartozása miatt, mely rivalizálásukat még apjuktól örökölték, és ez az összeférhetetlenség okozta távozását. 
Kőszegi tanácsára, ahogy a Steirische Reimchronik feljegyzi, II. Vencel király 1304 májusában nagy sereg élén érkezett Magyarországra, hogy fia pozícióját erősítse. A csehek Holicsnál léptek magyar földre, ahol csatlakoztak hozzájuk Iván és familiárisai.  A királyság közepe felé menetelő Vencel a kincstárat kifosztva visszafoglalta Esztergomot, és júniusban átadta Kőszegi Ivánnak. A helyi urakkal folytatott budai tárgyalásai azonban meggyőzték arról, hogy fia magyarországi helyzete drámaian meggyengült, ezért úgy döntött, hogy visszaviszi Csehországba. Az ifjú Vencel nem mondott le Magyarországról, és mielőtt augusztusban Csehországba távozott Kőszegi Ivánt tette meg kormányzóvá. A cseh király még a Szent Koronát is magával vitte Prágába. Erre kirobbant a botrány. Kőszegi Ivánnal szemben általános felzúdulás és személye elleni harag keletkezett, mivel a bárók őt vádolták a koronaékszerek elvesztéséért. Iván válaszul Rád Benedek püspök útján megígérte, hogy egy éven belül visszaszerzi Csehországtól a Szent Koronát, ha garantálják biztonságát. Ezt követően a Steirische Reimchronik szerint a „ravasz nádor” levelet küldött Ottó bajor hercegnek, IV. Béla unokájának, és meghívta a magyar trónra. Ennek megfelelően Iván azt írta levelében, hogy Ottó a cseh udvartól megszerzett koronával bizonyíthatja rátermettségét. A Képes Krónika is megerősíti, hogy a bajor herceg Magyarországra jövetelét a Kőszegiek kezdeményezték. Miután unokatestvérével szövetséget kötött, 1304 őszén Anjou Károly és III. Rudolf közösen megszállták Csehországot. Seregük kifosztotta Kőszegi Iván közeli Sopron és Moson megyei birtokait, és bevonult Morvaországba. A szűkszavú „Anonymi Leobiensis Chronicon” szerint Károly 1305-ben királyi hadjáratot indított Kőszegi Iván ellen, és III. Rudolf segítségét megkapva elfoglalta a lázadó úr három azonosítatlan erődjét. A Kőszegiek az elfoglalt esztergomi várból portyáikkal fosztogatták a környező vidéket. Ezért az esztergomi polgárok ellen elkövetett bűneik miatt a székesfehérváron székelő Tamás érsek 1305 júliusában kiközösítette Ivánt és Henriket, és tartományaikat is interdiktum alá helyezte. 
Vencel a tárgyalások után lemondott a magyar trónigényéről Ottó javára, és 1305. október 9-én Brünnben átadta neki a Szent Koronát. Amikor Ottó Sopronba érkezett, követeit Kőszegi Ivánhoz küldte, akinek első kérdése volt. az volt, hogy magával hozta-e a koronát. Kőszegi a kedvező választ követően Sopronba ment, és Ottót Budára kísérte, aki 1305. november 11-én ért a fővárosba. Ezt követően Kőszegi Iván visszavonult a közügyektől, és távol maradt a további eseményektől. Károly 1306 júniusában elfoglalta a Kőszegiektől Esztergomot és Visegrádot, majd elfoglalta Balassa Demeter számos felvidéki várát is. Ugyanebben az időben az osztrák csapatok Kőszegi Iván győri és sopron megyei birtokait is kifosztották. Iván még Ottó bebörtönzése és Magyarországról való távozása után sem ismerte el Károlyt királyának. 1307 októberében nem volt jelen azon a gyűlésen, ahol Károly trónigényét megerősítették. A Steirische Reimchronik szerint Kőszegi Iván 1308. április 5-én halt meg. Tartományát és vagyonát unokája, Miklós örökölte.

## Fordítás
Ez a szócikk részben vagy egészben  az   Ivan Kőszegi című angol Wikipédia-szócikk ezen változatának fordításán alapul.  Az eredeti cikk szerkesztőit annak laptörténete sorolja fel. Ez a jelzés csupán a megfogalmazás eredetét és a szerzői jogokat jelzi, nem szolgál a cikkben szereplő információk forrásmegjelöléseként.